# Волощук Олександр Миколайович
Олександр Миколайович Волощу́к (23 січня 1972, Зеленодольськ, Дніпропетровська область) — український журналіст, письменник, мандрівник.

## Життєпис
З 1976 живе в Чернігові. Закінчив школу № 14, потім — СПТУ № 18. Служив в армії.
З 1994 — в журналістиці (редакція концерну «Чексіл», Чернігівське міське телебачення «Новий Чернігів», Чернігівське обласне телебачення, пресаташе жіночих футбольних клубів «Легенда» (Чернігів) та «Дончанка» (Донецьк), з 2008 по 2010 рр. — журналіст інтернет-видання «Високий Вал»).
З 2002 року займається подорожами автостопом і пішки, поєднуючи їх з журналістською та письменницькою діяльністю. Основні теми досліджень під час мандрівок — доба масових репресій 1930—1950-х років, життя українців за межами України.
Вболіває за футбольний клуб «Десна» (Чернігів), є одним з перших учасників фанатського руху чернігівського клубу й рекордсменом за кількістю відвідувань виїзних матчів «Десни».
У 2022 році взяв участь в обороні Чернігова від російських військ. Учасник бойових дій на Донбасі.

## Мандрівки
Основні великі мандрівки:
- 2002 — Центральна Росія.
- 2003 — Буковина, Молдова, Придністров'я, Південний Дунай. Під час подорожі досліджував тему Придністровської війни 1992 року.
- 2004 — Російська Північ (Вологодська і Архангельська області, Карелія, Соловецькі острови). Під час подорожі шукав могилу чернігівського поета Марка Вороного, який був репресований в 1937 році. Брав участь у розкопках на 8-у шлюзі Біломорканалу.
- 2005 — подорож під умовною назвою «Автостопом по гарячих точках» (Південна Осетія, Дагестан, Чечня, Інгушетія, країни Закавказзя). Аральське море, Каракалпакія, Західний Казахстан.
- 2006 — перша Далекосхідна мандрівка (Красноярськ — Іркутськ — Чита — Тинда — Якутськ — Магадан — Сахалін — Владивосток — Хабаровськ — Монголія — Барнаул — Новосибірськ).
- 2007 — експедиція по 501-й будові ГУЛАГу («мертва» залізниця Салехард — Надим).
- 2008 — Прибалтика (Литва, Латвія). Друга Далекосхідна подорож (Омськ — Новосибірськ — Томськ — Усть-Кут — Тинда — Алдан — Магадан — Камчатка — Командорські острови — Владивосток — Хабаровськ — оз. Байкал — Красноярськ — Хакасія — Тива — Курган).
- 2009 — Фінляндія. Північний захід Росії (Карелія, Мурманська, Ленінградська, Псковська області).
- 2010 — Кавказ (від Чорного моря до Каспійського), Азербайджан, Грузія, Туреччина, Сирія, Іран, Ірак, Йорданія, Ліван.
- 2011 — Грузія, Вірменія, Азербайджан, Нагірний Карабах, Туреччина, Турецька Республіка Північного Кіпру, Абхазія. Православна експедиція на гору Ельбрус (Літургія на східній вершині).
- 2012 — Північний Кавказ, пошукові експедиції на Ельбрусі.
- 2013 — двотижнева мандрівка зимовою Польщею. Південна Осетія, Казахстан, Киргизстан, Таджикистан, Узбекистан, Афганістан, Китай, Тибет.
- 2014 — Люксембург, Німеччина, Данія, Польща.
- 2015 — Франція, Монако, Італія, Словенія, Австрія, Словаччина, Угорщина, Сербія, Північна Македонія, Албанія, Греція, Болгарія, Туреччина.
- 2016 — піша мандрівка уздовж берега Чорного моря (Україна, Румунія, Болгарія, Туреччина, Грузія).
- 2017 — Болгарія, Македонія, Албанія, Чорногорія, Боснія і Герцеговина, Хорватія.
- 2018 — Аргентина, Чилі, Парагвай, Перу, Бразилія і Болівія.
- 2019 — Трансєвропейська мандрівка (Португалія — Іспанія — Андорра — Франція — Швейцарія — Ліхтенштейн — Австрія — Чехія — Польща — Україна). Також — Сербія та Румунія.
- 2020 — піше проходження України від крайньої північної точки (с. Гремяч Чернігівської області) до дельти Дунаю (Одеська область).
- 2021 — піше проходження України від крайньої західної точки (на українсько-словацькому кордоні поблизу Чопа, Закарпаття) до крайньої східної (с. Рання Зоря, Луганщина)[4].

Під час майже кожної з подорожей вивчав життя українців за межами України, а також досліджував тему масових репресій 1930—1950-х років.

## Творчість
Видав 13 книг[відсутнє в джерелі]:
- «Автостопом на край світу» (2008),
- «Північна Одісея» (2009),
- «Назустріч сонцю» (2010),
- «Кавказький щоденник» (2012),
- «Сорок чотири дні» (2012),
- «Записки цивилизованного дикаря» (2014),
- «Восточный Крест» (2015),
- «Мои 500 выездов» (2017),
- «Пешком вокруг моря» (2019),
- «„Легенда“ молодости нашей» (2020),
- «Парагвайське щастя» (2021),
- «Выживание в современном мире» (2023).
- "Під сузір'ям Південного Хреста" (2024)